# Hagestad (naturreservat)
Hagestad är ett naturreservat nära byn Hagestad i Löderups socken i Ystads kommun i Skåne län.
Området är naturskyddat sedan 1960 och är 375 hektar stort. Reservatet består av sanddyner, ljung- och gräshedar och glesa skogar med knotiga ekar. Reservatet gränsar till reservaten Sandhammaren, Hagestad-Järarna och Backåkra. Tyge å rinner genom och har sitt utlopp i reservatet, strax öster om Löderups strandbads camping.